# 吹上西出入口
吹上西出入口（ふきあげにしでいりぐち）は、愛知県名古屋市千種区にある名古屋高速道路2号東山線のインターチェンジ。

## 概要
吹上東出入口と共有してフルインターチェンジを形成している。そのため道路マップや名古屋高速道路の公式サイト上では吹上東・西出入口と表記されている。

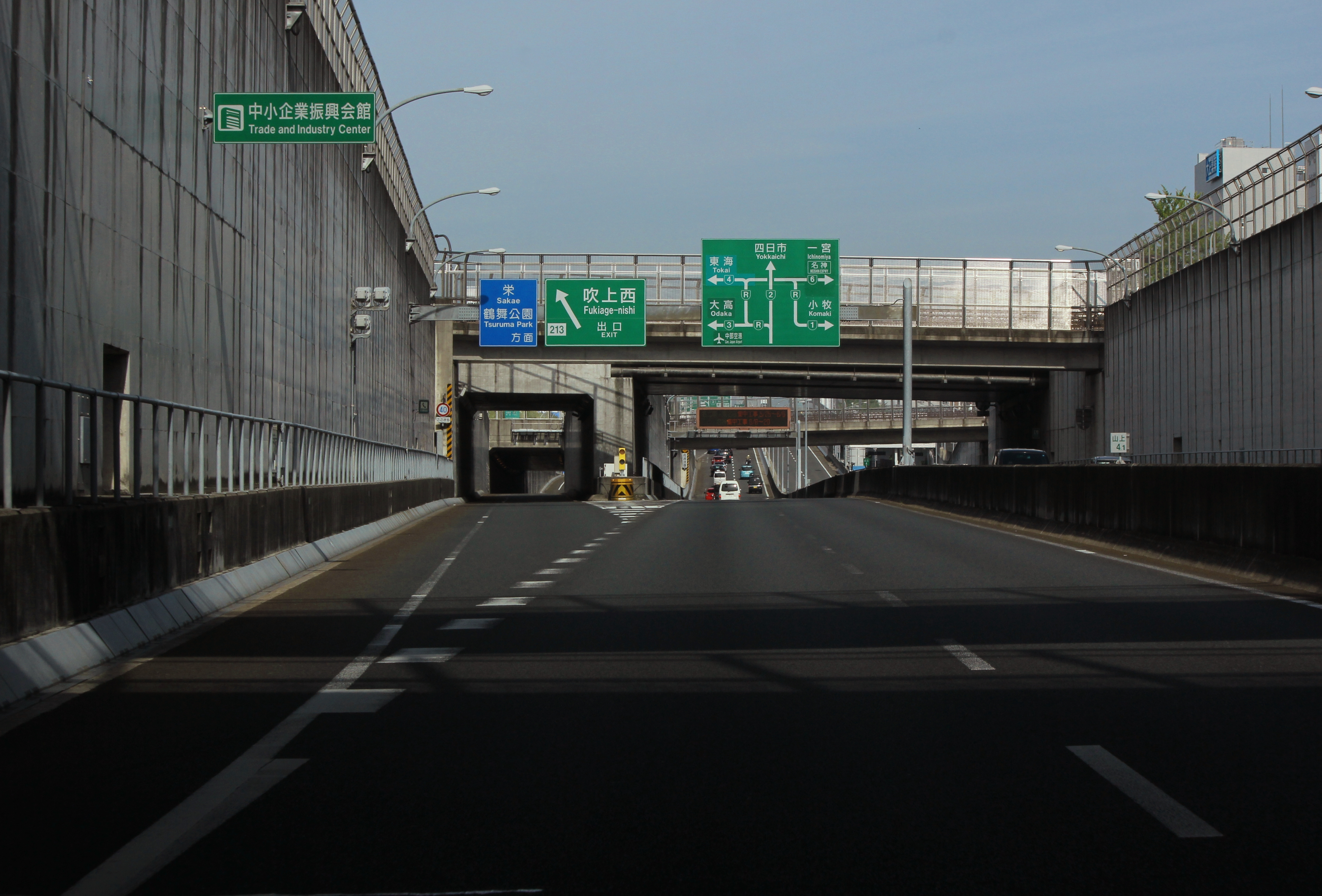
新洲崎JCT方面行き本線の流出部
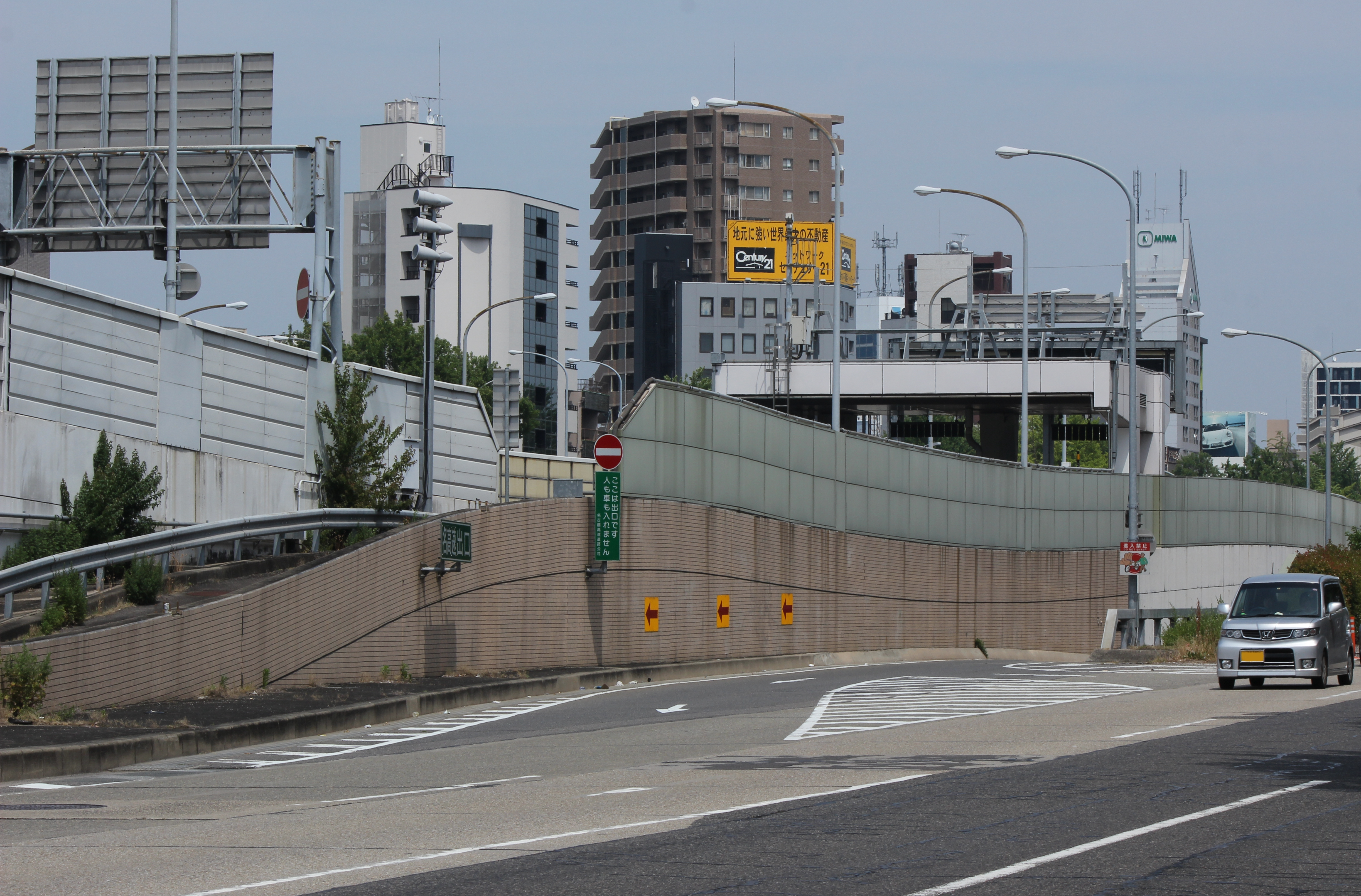
吹上西出口。その向こうに吹上東入口を配置。

## 道路
- 名古屋高速2号東山線

## 接続する道路
- 若宮大通

## 料金所

### 高針方面
- レーン数：2
  - ETC専用：1
  - 一般：1

## 歴史
- 2001年（平成13年）6月11日 - 開通。

## 利用台数
名古屋市統計年鑑による利用台数の推移
| 2001年（平成13年）度 | 54841台   |  |
| 2002年（平成14年）度 | 79122台   |  |
| 2003年（平成15年）度 | 598075台  |  |
| 2004年（平成16年）度 | 720188台  |  |
| 2005年（平成17年）度 | 823117台  |  |
| 2006年（平成18年）度 | 837239台  |  |
| 2007年（平成19年）度 | 863681台  |  |
| 2008年（平成20年）度 | 832143台  |  |
| 2009年（平成21年）度 | 828644台  |  |
| 2010年（平成22年）度 | 872395台  |  |
| 2011年（平成23年）度 | 963809台  |  |
| 2012年（平成24年）度 | 1051302台 |  |
| 2013年（平成25年）度 | 1114719台 |  |

## 隣
名古屋高速2号東山線
丸田町JCT - (202,212)吹上東出入口/(203,213)吹上西出入口 - (204,214)春岡出入口